# Premi literari
Un premi literari és una distinció que reconeix la qualitat d'obres literàries en diversos gèneres. A nivell mundial, hi ha premis destacats com el Nobel de Literatura, el Booker, el Pulitzer, el Goncourt o el Planeta. Als Països Catalans, el primer premi literari català va ser el Joan Crexells de novel·la (1928). Durant la Guerra Civil espanyola i la postguerra, molts premis van ser traslladats a l'exili o es van fer clandestins. Amb la democràcia, es van reprendre premis com el Joanot Martorell (1960), el Josep Pla (1968), el Ramon Llull (1981) i els premis Octubre (1973). A més, la Generalitat de Catalunya i el govern andorrà van establir premis importants com el Nacional de Literatura (1982) i el Carlemany de novel·la (1994).